# Apremont (Vandea)
Apremont è un comune francese di 1 575 abitanti situato nel dipartimento della Vandea nella regione dei Paesi della Loira.

## Società

### Evoluzione demografica
Abitanti censiti